# Ацквита
Ацквита (груз. აწყვიტა) — село в Грузии, на территории Аспиндзского муниципалитета края (мхаре) Самцхе-Джавахети.

## География
Село находится в южной части Грузии, на левом берегу реки Куры, на расстоянии приблизительно 6 километров (по прямой) к югу от посёлка городского типа Аспиндза, административного центра муниципалитета. Абсолютная высота — 1279 метров над уровнем моря.

## Население
По результатам официальной переписи населения 2014 года, в Ацквите проживало 466 человек (239 мужчин и 227 женщин). В национальной структуре населения грузины составляли 97 %, армяне — 2,6 %, греки — 0,2 %, русские — 0,2 %.
| Год  | Население, человек |
| ---- | ------------------ |
| 2002 | 577                |
| 2014 | ↘ 466              |